# 47e division de fusiliers motorisés (Union soviétique)
Cet article concerne la division soviétique. Pour la division russe, voir 47e division de fusiliers motorisés (Russie). Pour les autres significations, voir 47e division.
La 47e division de fusiliers motorisés (en russe : 47-я мотострелковая дивизия, numéro d'unité militaire 68180) est une division de l'Armée de terre soviétique. Elle est créée en 1967 à Konotop et devient une base de stockage en 1989.

## Histoire
La division est créée en 1967 à Konotop, en Ukraine soviétique, pour remplacer la 81e division de fusiliers motorisés de la Garde (en) envoyée en Extrême-Orient soviétique. Elle est subordonnée à la 1re armée combinée de la Garde, au sein du district militaire de Kiev.
Le 1er juillet 1989, la division est dissoute et forme la 5189e base de stockage d'armes et d'équipement. Celle-ci fusionne en 1991 avec la 39e division de fusiliers motorisés de la Garde (en) pour former la 5001e base de stockage d'armes et d'équipement.

## Composition
Le 238e centre d'entraînement régional (numéro d'unité militaire 67682), à Gontcharivské est accolé à l'unité.